# VMS Eve
VMS Eve (бортовий номер — N348MS) — літак-носій, розроблений компанією Virgin Galactic для запуску орбітального судна SpaceShipTwo. Судно побудоване компанією Scaled Composites.

## Назва

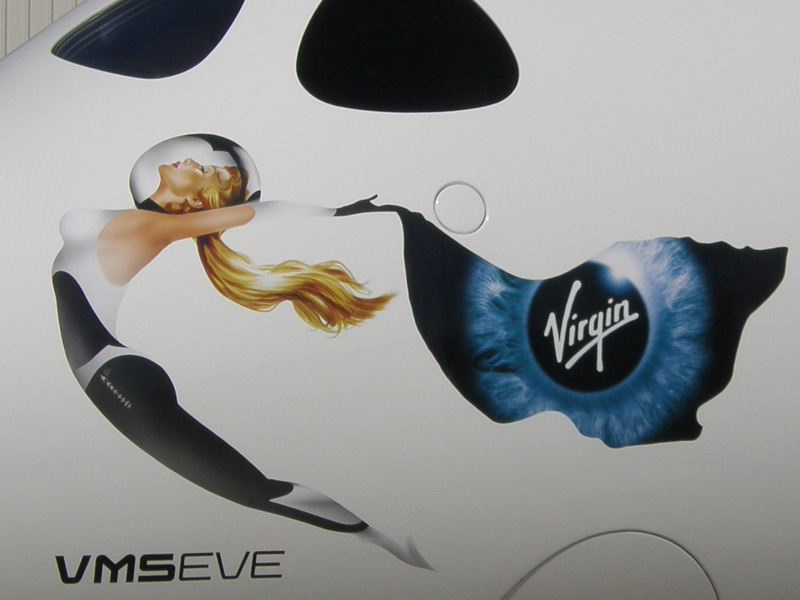
Носарт VMS Eve

Префікс «VMS» означає «Virgin MotherShip» (судно-носій Virgin). Літак названий на честь Еветт Бренсон, матері Річарда Бренсона, голови Virgin Group. На носі літака (носарт) зображена блондинка, що тримає банер із логотипом Virgin Galactic. Зображення засноване на тому, як Еветт Бренсон виглядала в юнності, а судно неформально називають «Галактичною дівчиною».

## Публікації
- BBC News, Branson unveils space tourism jet [Архівовано 12 лютого 2021 у Wayback Machine.], 20:42 UTC, Monday, 28 July 2008 UK
- Los Angeles Times, Richard Branson unveils his space plane [Архівовано 14 березня 2009 у Wayback Machine.], July 29, 2008, Peter Pae
- Wired, Virgin Galactic Unveils White Knight Two Launch Vehicle [Архівовано 6 січня 2014 у Wayback Machine.], 07.29.08,Dave Bullock
- New York Times, New Steps in Private Space Travel [Архівовано 26 жовтня 2021 у Wayback Machine.], July 29, 2008, John Schwartz
- Reuters, Branson unveils plane to launch spaceship [Архівовано 12 квітня 2009 у Wayback Machine.], Mon Jul 28, 2008 Fred Prouser
- Associated Press, New space race heats up with unveiling of aircraft[недоступне посилання з 01.03.2018], Alicia Chang
- Scientific American, Forget the Dark Knight--the White Knight Two mothership has arrived [Архівовано 3 вересня 2008 у Wayback Machine.], Jul 28, 2008 Adam Hadhazy
- New Scientist, Virgin Galactic rolls out SpaceShipTwo's 'mothership', 28 July 2008, Rachel Courtland
- Telegraph, Sir Richard Branson unveils Virgin's spaceship [Архівовано 26 жовтня 2021 у Wayback Machine.], 29 Jul 2008, James Quinn